# جيمس هارون بيل
جيمس هارون بيل (من مواليد 4 يونيو 1948) هو مدير تنفيذي أمريكي وهو الرئيس المتقاعد ونائب الرئيس التنفيذي والمدير المالي لشركة بوينغ. شغل منصب الرئيس المؤقت والرئيس التنفيذي لشركة بوينغ. في مارس 2005، عقب استقالة هاري ستونسيفر. عاد إلى دوره المفرد كمدير مالي لشركة بوينغ في 30 يونيو 2005 بعد تعيين جيم ماكنيرني رئيسًا جديدًا ورئيسًا لمجلس الإدارة والرئيس التنفيذي لشركة بوينغ. تم تعيينه رئيسًا للشركة في يونيو 2008.

## حياة سابقة
في 14 يونيو 1948، ولد بيل في لوس أنجلوس، كاليفورنيا. كان بيل أصغر الأطفال الأربعة. كانت والدة «مامي» هي موظفة سابقة في حكومة مقاطعة لوس أنجلوس. توفي والده في عام 2003.

## التعليم
في عام 1997، حصل بيل على درجة البكالوريوس في المحاسبة من جامعة ولاية كاليفورنيا، لوس أنجلوس. ساعدت إحدى المنح الدراسية الجزئية في دفع تكاليف السنة الأولى من دراسته الجامعية، لكن كان عليه أن يكسب ما يكفي لسداد ما تبقى من المدرسة.

## المهنة
في عام 1972 التحق بشركة روكويل كمحاسب. في تلك الشركة، اتبع مسارًا في الإدارة، من مدقق الحسابات الداخلي الكبير إلى مدير الحسابات وأخيرًا كمدير للمحاسبة العامة ومحاسبة التكاليف. انضم إلى شركة بوينغ في عام 1996 عندما تم شراء وحدات الفضاء والدفاع التابعة لـ مجموعة روكويل للتشغيل الآلي.
داخل شركة بوينغ، شغل مناصب نائبين لرئيس قسم العقود والتسعير في قسم الفضاء والاتصالات بالشركة. أصبح فيما بعد نائباً أول لرئيس قسم الشؤون المالية والشركات. في نوفمبر 2004 أصبح المدير المالي للشركة، بعد إطلاق مايكل م. سيرز بسبب فضيحة عقد الحكومة.
تقاعد بيل من شركة بوينغ اعتبارًا من 1 أبريل 2012. في 1 فبراير 2012.

### المسار المهني
| حيازة الوظيفة | الشركة         | المنصب                                          |
| ------------- | -------------- | ----------------------------------------------- |
| من عام 1972   | روكويل الدولية | محاسب                                           |
|               | روكويل الدولية | كبير المدققين الداخليين في الشركة               |
|               | روكويل الدولية | مدير المحاسبة                                   |
| حتى عام 1996  | روكويل الدولية | مدير عام ومحاسبة التكاليف                       |
| 1996 – 2000   | شركة بوينغ     | نائب رئيس العقود والتسعير الفضاء والاتصالات     |
| 2000 – 2004   | شركة بوينغ     | نائب الرئيس الأول للشؤون المالية ومراقب الشركات |
| 2004 – 2005   | شركة بوينغ     | المدير المالي                                   |
| 2005 – 2005   | شركة بوينغ     | المدير المالي الرئيس والمدير التنفيذي           |
| 2005 – 2008   | شركة بوينغ     | المدير المالي                                   |
| 2008 – 2011   | شركة بوينغ     | المدير المالي ورئيس الشركة                      |

### جوائز
في عام 2004، في حفل توزيع جوائز الخريجين الـ 32، كان بيل حاصلاً على جامعة ولاية كاليفورنيا، أو خريجي لوس أنجلوس المتميزين أو ألومنا من كلية الأعمال والاقتصاد.

### الحياة الشخصية
بيل متزوج من ماري. لدى بيل طفلين هما شمبانيا وشون.